# Cambio di indirizzo
Cambio di indirizzo è un film del 2006 scritto, diretto ed interpretato da Emmanuel Mouret. Definito da molti il Woody Allen francese, il regista ha realizzato questo film ispirandosi al cinema di François Truffaut e soprattutto di Éric Rohmer, dando vita a diverse scenette surreali condite da dialoghi che ricordano molto i film di Allen.
È stato presentato nella sezione Quinzaine des Réalisateurs al Festival di Cannes 2006, mentre è uscito nelle sale italiane il 24 novembre 2006.

## Trama
David arriva a Parigi con l'intento di suonare il corno in un'orchestra e di mantenersi dando ripetizioni musicali, ma il suo problema principale è trovare una stanza in affitto; riesce nell'intento, andando a convivere con Anne, una ragazza solare ed estroversa con cui stringe un'intima amicizia. I due divengono fin dall'inizio confidenti l'uno dell'altra, raccontandosi a vicenda passioni e turbe amorose dei loro ultimi mesi. David si è innamorato, ricambiato, di Julia, una studentessa a cui sta dando lezioni private, Anne invece incomincia a provare qualcosa per un suo cliente in cartoleria; la relazione con Julia porterà David ed Anne a porre fine alla loro convivenza, ma scopriranno entrambi di essere indivisibili e che quella che era amicizia, si è ormai tramutata in amore...

## Critica
- Commedia giocata sul registro del burlesque, con sprazzi di surreale e Woody Allen. Commento del dizionario Morandini che assegna al film due stelle e mezzo su cinque.[5]
- Si sorride ma con cuore e cervello sempre in funzione.[2]
- Più che una commedia sentimentale, una favola d'amore fuori dal nostro tempo.[1] Francesco Alò per Rolling Stone.
- La sua originalità consiste in una combinazione di burlesco e commedia sentimentale, minimalista quanto poetica.[6] Roberto Nepoti per la Repubblica.
- Una commedia francese sull'amore, allegra e spigliata.[7] Gian Luigi Rondi per Il Tempo.